# Julian Weber
Julian Weber, född 29 augusti 1994, är en tysk friidrottare som tävlar i spjutkastning.

## Karriär
Vid europamästerskapen i friidrott 2022 tog han guld i spjutkastning. Vid europeiska spelen 2023 tog han guld i samma disciplin. Hans personliga rekord är 91,06 meter satt vid Diamond League-tävlingar i Doha 16 maj 2025.